# Calopteryx dimidiata
Calopteryx dimidiata är en trollsländeart som beskrevs av Hermann Burmeister 1839. Calopteryx dimidiata ingår i släktet Calopteryx och familjen jungfrusländor. Inga underarter finns listade i Catalogue of Life.